# Голодный (посёлок)
Голодный — упразднённый посёлок в Ашинском районе Челябинской области. На момент упразднения входил в состав Миньярского горсовета. Исключен из учётных данных в 1992 г.

## География
Располагался в центре района, у остановочного пункта 1753 км Куйбышевской железной дороги, на левом берегу реки Сим, в 1,5 км (по прямой) к востоку от города Миньяр.

## История
По данным на 1970 год посёлок Голодный находился в подчинении Миньярского горсовета, в нём располагался лесоучасток.
Постановлением Челябинской облсовета от 21.05.1992 г. № 127-м посёлок исключен из учётных данных.

## Население
Согласно результатам переписи 1970 года на посёлке проживал 32 человека.